# Callitris preissii
Callitris preissii е вид растение от семейство Кипарисови (Cupressaceae).

## Разпространение
Видът е разпространен в Австралия (Виктория, Западна Австралия, Куинсланд, Нов Южен Уелс и Южна Австралия).